# Alexander Torrenegra
Alexander Torrenegra (Bogotá, 31 de julio de 1978) es un emprendedor, inventor e inversionista colombiano-estadounidense. Es el fundador y CEO de Torre. Además, ha fundado varias compañías como Voice123,  Bunny Studio, y Tribe. Es también uno de los "tiburones" inversionistas en el reality show de Sony, Shark Tank Colombia y Shark Tank Mexico. En 2012 fue incluido en la lista de Innovadores de menos de 35 años del MIT.
Torrenegra es un reconocido impulsor del trabajo remoto. Ha trabajado con equipos a distancia desde la fundación de Voice123.

## Educación y vida personal
Torrenegra nació en Bogotá, Colombia. Fue criado por su madre, Katia, y su abuela materna, María Emma Torrenegra.
En 1993 fundó su primera compañía: Apache A-X Cybernetic Enterprises Limited, cuando tenía 14 años. Asiste a la Universidad de La Salle, en Colombia, y después a la Universidad Internacional de Florida. Se gradúa de Miami Dade Universidad en Ciencias de la Comunicación y forma parte del Programa de Liderazgo Universitario de Stanford.

## Trayectoria profesional
Torrenegra se mudó en 1998 a los Estados Unidos. En Miami, Florida, conoce a quien sería su esposa, Tania Zapata, entonces actriz de voz. En el 2000, Torrenegra y Zapata cofundan Torrenegra Labs, y en 2003 crean Voice123, donde aplican en la industria del voiceover el concepto de subastas inversas.
Para 2007, la compañía supera el millón de dólares en ventas y en 2016  ya tiene alrededor de 150,000 actores de voz registrados y más de 75,000 clientes de agencia.  En septiembre de 2021, Voice123 es adquirido por Backstage y TA Associates. En 2008, Torrenegra funda LetMeGo, una compañía dirigida a hoteles que compiten por reservaciones. La compañía cerró en 2011.
Torrenegra, Zapata, y Lucho Molina fundan VoiceBunny en 2012, que después sería rebautizado como Bunny Estudio, una API para voces humanas profesionales.
En 2013 fue parte de una delegación de inmigrantes emprendedores que se reunió con el presidente Barack Obama. También ha trabajado para mejorar el apoyo gubernamental a la innovación en Colombia.
Desde 2017, Torrenegra ha sido parte de Shark Tank Colombia como "tiburón" inversonista. Solo estuvo ausente durante la cuarta temporada. En 2024, Torrenegra es invitado a Shark Tank Mexico.
En 2018 cofunda Tribe, una plataforma de videocomunicación dirigida a equipos remotos, y también crea Torrenegra Organization donde acompañan a emprendedores y emprendedoras para acelerar su negocio.
.
Funda Torre, una red en línea para encontrar trabajo y talento a través de matching, en 2019, donde ocupa el cargo de CEO. En 2021, Torre asegura $10 millones de dólares en capital semilla, por parte de exejecutivos de Apple, Facebook, Uber, y SpaceX.

## Libros
- 2020: Remoter: cómo construir y escalar equipos remotos exitosamente